# 드레드노트 날조극

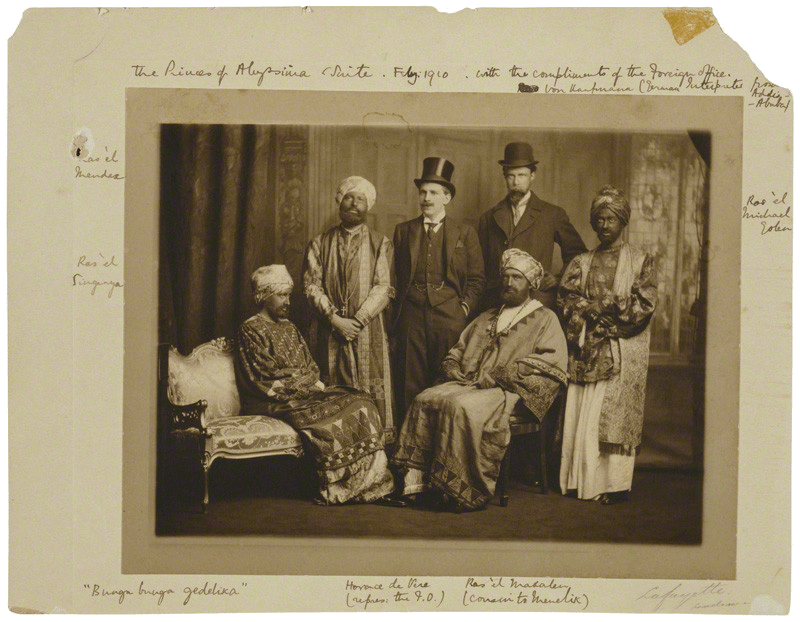
에티오피아 왕족으로 위장한 참가자들

드레드노트 날조극(Dreadnought hoax)은 1910년 호라스 드 베르 콜(Horace de Vere Cole)이 주도한 날조다. 콜은 버지니아 울프, 안드리안 스티번 등의 일행을 아비니시아 왕족으로 속여 영국 해군에게 소개하고, HMS 드레드노트 함을 구경하였다. 이 사건으로 영국에 블룸스버리 그룹의 정체가 드러났다.

## 사건
드레드노트 날조사건에 가담한 사람은 호라스 드 베르 콜과 버지니아 스테펜(결혼 후 이름 버지니아 울프), 버지니아의 남동생 아드리안 스티번, 가이 리들리, 안소니 벅스턴, 그리고 화가였던 던컨 그랜트이다. 이들은 색조 화장을 이용하여 피부색을 바꾸고 터번을 두른 후 아비시니아의 왕족 행세를 하였다. 아드리안 스티번은 외교 사절을 위한 통역사로 위장하였다.
1910년 2월 7일 영국 해군을 만났다. 콜은 당시 포틀랜드 섬에 정박 중이었던 HMS 드레드노트 함에 전보를 보내었다. 전보의 내용은 아비시니아의 왕자들이 함을 방문할 예정이며, 이는 영국 외무부의 찰스 하르딩게(Charles Hardinge) 경이 허가받았다고 하였다. 그 날 런던 패딩턴 역으로 가서 외무부의 허버트 촐몬데레이(""Herbert Cholmondeley")라고 위장하였고, 웨이머스까지 가는 특별 열차를 편성해 달라고 하였다.
웨이머스에서 영국 해군은 이 가짜 왕자들을 환영하였고, 에티오피아 국기가 없었기 때문에 잔지바르 국기 및 국가를 연주하였다. 이후 함선에 승선하였고, 고맙다는 뜻을 전하기 위해서 라틴어와 그리스어를 섞은 말장난을 하였다. 기도용 방석을 요구하였고, 이후 가짜 훈장을 전하려고 하였다. 콜과 스테펜을 모두 알고 있었던 사무관도 서로를 알아보지 못했다.
런던에서 사기가 밝혀졌을 때 사건 주도자 콜은 기자 회견을 열었고 가짜 보도 자료를 데일리 미러 지에 전달하였다. 이 그룹의 평화주의적인 사상 때문에 많은 이들이 당황하였고, 이어서 영국 해군이 비웃음당했다. 이후 해군에서는 콜을 체포하려고 하였으나, 이들은 법을 어기지 않았다. 해군이 보낸 사무관은 태형 2대를 선고하려고 하였으나, 콜은 처음에 속아 넘어갔기 때문에 오히려 해군이 태형을 당해야 한다고 주장하였다.

## 사건 이후
드레드노트 호를 방문하는 동안 방문자들은 놀라거나 감사를 표할 때 "붕가! 붕가!"(Bunga! Bunga!)를 외쳤다. 에티오피아의 진짜 황제 메넬리크 2세가 방문하였을 때 이 때문에 아이들이 "붕가! 붕가!"를 외치기도 했다. 이후 그가 해군 시설을 시찰한다고 하였을 때, 또 다른 당황스런 사건이 생기는 것을 방지하기 위하여 거부하였다.
1915년 제1차 세계 대전에서 HMS 드레드노트 호가 독일 잠수함을 침몰시켰을 때, 축하를 위하여 보낸 전보 중에는 "BUNGA BUNGA"가 있었다.

## 참조
- Downer, Martyn (2010). 《The Sultan of Zanzibar: The Bizarre World and Spectacular Hoaxes of Horace de Vere Cole》. Black Spring Press. ISBN 978-0948238437.
- Stephen, Adrian (1983). 《The "Dreadnought" Hoax》. Chatto & Windus (재판). ISBN 978-0701127473. LCCN 83186536.
- Woolf, Virginia (2008). 《The Platform of Time: Memoirs of Family and Friends》. Hesperus Press. 154–163, 182–202쪽. ISBN 978-1843917113.[깨진 링크(과거 내용 찾기)]